# 夏末光景
夏末光景（日語：ビードロ模様）是やなぎなぎ的一张单曲，2012年2月29日发行。

## 概要
《夏末光景（ビードロ模様）》是日本电视动画《在盛夏等待》的片尾主题曲，只設通常盤（GNCA-0236）一種版本。
A面的是根據《在盛夏等待》的結局而寫的歌曲。柳凪抒情而柔和的清脆的聲音配上I've的中澤伴行所寫的旋律，成了一個描寫夏日風景中的愛情故事。此曲收録於2013年發售的專輯《エウアル》內。
而B面的《concent》是想著「一個被一切都背叛的女孩在閉上了的電子線路上循環」而創作的，突出了柳凪作為創作人的另一面。此曲亦收録於2013年發售的專輯《エウアル》內。

## 銷量紀錄
本單曲於發售首周在Oricon公信榜單曲周榜上奪得第11名，並上榜8週。

## 收录曲目
| CD   | CD                          | CD         | CD                 | CD   |
| 曲序 | 曲目                        | 作曲       | 编曲               | 时长 |
| ---- | --------------------------- | ---------- | ------------------ | ---- |
| 1.   | ビードロ模様                | 中沢伴行   | 中沢伴行・尾崎武士 | 4:51 |
| 2.   | concent                     | やなぎなぎ | 飛内将大           | 4:28 |
| 3.   | ビードロ模様 -instrumental- | 中沢伴行   | 中沢伴行・尾崎武士 | 4:52 |
| 4.   | concent -instrumental-      | やなぎなぎ | 飛内将大           | 4:29 |